# 샌프란시스코 현대미술관
샌프란시스코 현대미술관(San Francisco Museum of Modern Art, SFMOMA)은 미국 캘리포니아주 샌프란시스코에 위치한 20세기 근현대 미술품을 소장한 미술관으로 미국에서 가장 규모가 큰 현대 미술관이며 미국 서부 최초의 현대 미술관이다.

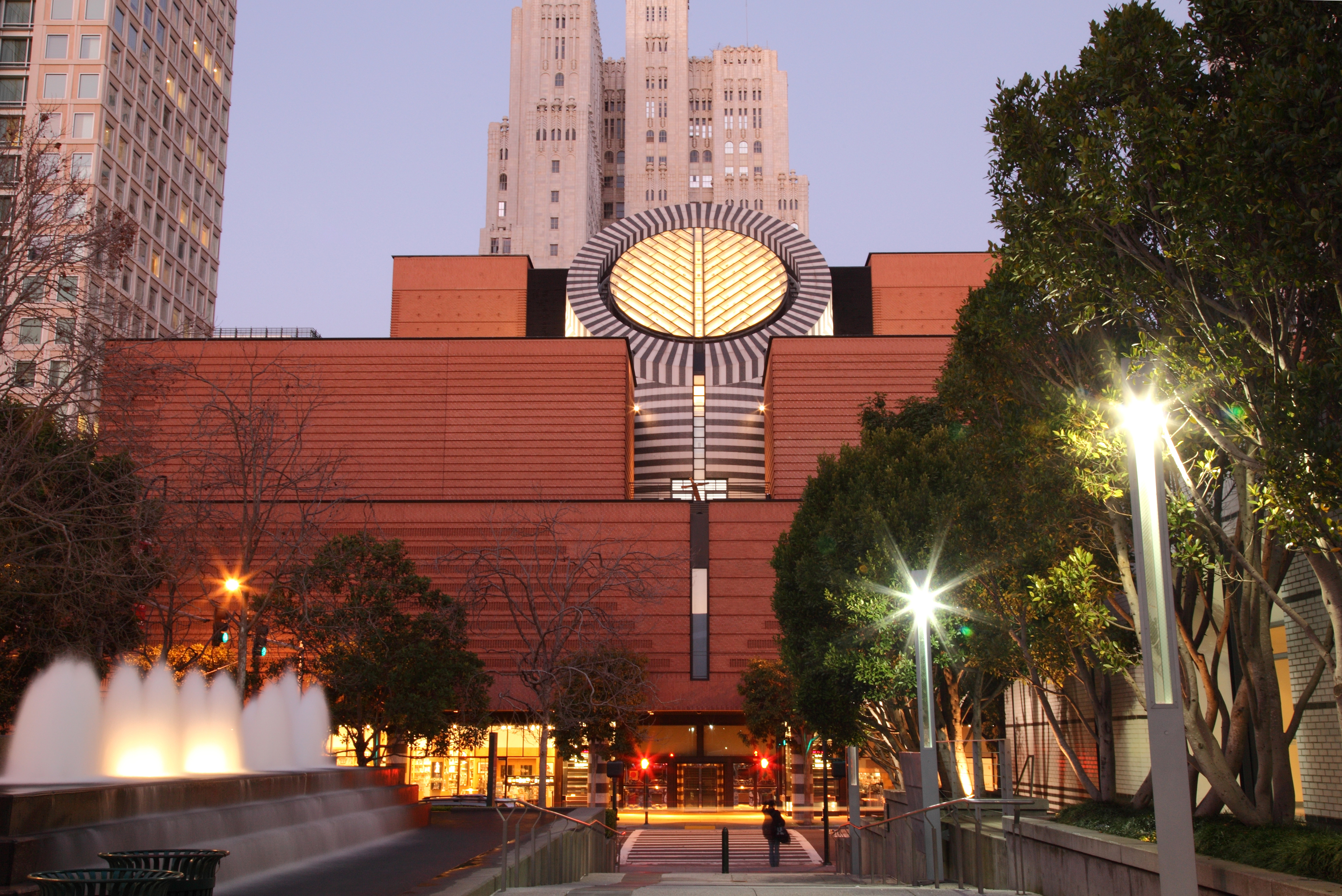
샌프란시스코 현대미술관

## 같이 보기
- 가장 큰 미술관 목록